# The Closing of Winterland
Albums de Grateful Dead
Dick's Picks Volume 30
(2003) Dick's Picks Volume 31
(2004)
The Closing of Winterland est un album live du Grateful Dead sorti en 2003.
Ce coffret de 4 CD propose l'intégralité du concert donné au Winterland Ballroom de San Francisco le 31 décembre 1978, célébrant à la fois le Nouvel An et la fermeture définitive de cette salle de concerts. Il s'agit ainsi du dernier des 60 concerts donnés par le Dead au Winterland.
Ce concert est marqué par la participation de plusieurs invités, dont Bill Graham dans sa tenue de Father Time ou Dan Aykroyd pour le décompte des douze coups de minuit. Musicalement, il est marqué par la présence de John Cipollina, après le duo de batterie dans le deuxième set, puis par la reprise en concert, pour la première fois depuis le 18 octobre 1974, du célèbre morceau Dark Star.

## Titres

### CD 1
1. Sugar Magnolia (Robert Hunter, Bob Weir) – 7:21
2. Scarlet Begonias (Hunter, Jerry Garcia) – 11:55
3. Fire on the Mountain (Hunter, Mickey Hart) – 13:12
4. Me and My Uncle (John Phillips) – 3:11
5. Big River (Johnny Cash) – 7:05
6. Friend of the Devil (John Dawson, Hunter, Garcia) – 10:48
7. It's All Over Now (Bobby Womack, Shirley Womack) – 8:55
8. Stagger Lee (Hunter, Garcia) – 8:03
9. From the Heart of Me (Donna Godchaux) – 3:49
10. Sunshine Daydream (Hunter, Weir) – 3:15

### CD 2
1. Samson and Delilah (trad. arr. Weir) – 9:17
2. Ramble on Rose (Hunter, Garcia) – 9:35
3. I Need a Miracle (John Barlow, Weir) – 11:19
4. Lady with a Fan / Terrapin Station (Hunter, Garcia) – 12:23
5. Playing in the Band (Hunter, Hart, Weir) – 13:06

### CD 3
1. Rhythm Devils (Hart, Bill Kreutzmann) – 19:23
2. Not Fade Away (Buddy Holly, Norman Petty) – 19:34
3. Around and Around (Chuck Berry) – 9:19

### CD 4
1. Dark Star (Hunter, Garcia, Hart, Kreutzmann, Phil Lesh, Pigpen, Weir) – 12:05
2. The Other One (Kreutzmann, Weir) – 4:45
3. Dark Star (Hunter, Garcia, Hart, Kreutzmann, Lesh, Pigpen, Weir) – 1:15
4. Wharf Rat (Hunter, Garcia) – 11:00
5. Saint Stephen (Hunter, Garcia, Lesh) – 7:52
6. Good Lovin'  (Artie Resnick, Rudy Clark) – 11:00
7. Casey Jones (Hunter, Garcia) – 5:17
8. Johnny B. Goode (Berry) – 4:42
9. And We Bid You Goodnight (trad. arr. Grateful  Dead) – 1:30

## Musiciens
- Jerry Garcia : guitare, chant
- Donna Jean Godchaux : chant
- Keith Godchaux : claviers
- Mickey Hart : batterie
- Bill Kreutzmann : batterie
- Phil Lesh : basse, chant
- Bob Weir : guitare, chant

Avec :
- Bill Graham : présentateur
- Dan Aykroyd : douze coups de minuit
- John Cipollina : guitare
- Ken Kesey : thunder machine
- Matthew Kelly : harmonica
- Lee Oskar : harmonica
- Greg Errico : batterie